# Antonio Zaniboni
Antonio Zaniboni (* um 1690 in Bologna; † 6. August 1767) war ein italienischer Dichter, Librettist und Redner.

## Leben
Zaniboni gehörte dem Adelsstand an. Unter dem Pseudonym Esterio war er Mitglied der Accademia dell’Arcadia; außerdem gründete er eine eigene Akademie, die Accademia de’ Nascosti. Sein dichterisches Werk umfasst mindestens zehn Opernlibretti für verschiedene Theater in Venedig und Bologna, mehrere Oratorien sowie Prosaübersetzungen französischer Dramen.
Die Komponisten, die seine Libretti vertonten, sind mit Ausnahme von Tomaso Albinoni heute weitgehend vergessen.

## Stil
Zanibonis Libretti entsprechen dem von Apostolo Zeno und anderen Opernreformern propagierten gehobenen Stil. Zum Teil gehen sie auf französische Vorlagen (Corneille, Racine, Campistron) zurück.

## Werke (Auswahl)
- Le gare generose (1712), vertont von Tomaso Albinoni
- Il mago deluso dalla magia (1718), vertont von Giuseppe Maria Buini
- La vergine annunziata (Oratorium, 1720), vertont von Giuseppe Matteo Alberti
- Arsacide (1721), vertont von Fortunato Chelleri
- Cleofile (1721), vertont von Giuseppe Maria Buini
- Pithonessa sul Monte Olimpo (1722), vertont von Giuseppe Maria Buini
- L’amante ravveduto (Pastorale, 1725), vertont von Francesco Ciampi
- Anagilda (1735), vertont von Antonio Gaetano Pampani
- Il vincitor di se stesso (1741), vertont von Ignazio Fiorillo